# Pjotr Galperin
Pjotr Jakovlevitsj Galperin (Russisch: Пётр Яковлевич Гальперин) (Tambov, 2 oktober 1902 - Moskou, 25 maart 1988) was een Russisch psycholoog.
Galperin werkte de theoretische uitgangspunten van Vygotsky over de ontwikkeling van intelligentie verder uit. Hij stelde een stappenplan op dat gebruikt kon worden in het onderwijs voor het leren van mentale handelingen. Zijn theorie wordt wel de trapsgewijze ontwikkeling van mentale handelingen genoemd waarin vijf niveaus worden onderscheiden. 
- De eerste stap is de oriëntatie. Wat is het doel van de gehele handeling? Kan de handeling worden uitgewerkt in deelhandelingen? Welke methode kan worden toegepast om de handelingen te leren?
- De tweede stap is het uitvoeren van de handeling in materiële deelstappen en ten slotte in zijn geheel. Er wordt dus gebruikgemaakt van materiaal.
- Bij de derde stap worden de materiële deelstappen en de hele handeling verbaal begeleid. Eerst met de objecten en ten slotte zonder de objecten. De stappen worden eenvoudiger.
- De vierde stap is het uitvoeren van de handeling zonder objecten en met onhoorbare innerlijke spraak. Er kunnen verkortingen zijn, deelhandelingen kunnen geautomatiseerd zijn.
- In de vijfde stap is de handeling verinnerlijkt. Er zijn sterke verkortingen, of er is zelfs direct resultaat. De handeling kan in een andere context worden uitgevoerd.

Tijdens het uitvoeren van de verschillende stappen wordt de leerling begeleid door een volwassene die feedback geeft, corrigeert en de werkwijze kan controleren. Op elke niveau kan de handeling worden beoordeeld op: de uitvoering van de handeling (is deze uitgebreid of verkort), de beheersing (is deze perfect en gecontroleerd of verloopt de handeling hortend en stotend) en ten slotte op generaliseerbaarheid (is de handeling beperkt inzetbaar of kan deze algemeen worden ingezet). 
Er zijn heden ten dage nog steeds trainers die gebruikmaken van de zienswijze van Galperin.